# Ancien royaume de Shu
Pour les articles homonymes, voir Shu.
Ne doit pas être confondu avec Royaume de Shu.
1046 av. J.-C.? – 316 av. J.-C.
Entités suivantes :
- Qin

L'ancien royaume de Shu (chinois traditionnel : 古蜀王國 ; chinois simplifié : 古蜀王国 ; pinyin : Gǔ Shǔ Wáng Guó ; Wade : Ku-Shu Wang-Kuo), ou simplement le Shu (en chinois : 蜀), est un royaume antique situé dans la région qui correspond actuellement à la province du Sichuan, Chine. Il est centré sur la plaine de Chengdu, dans le bassin occidental du Sichuan, avec une extension de son territoire en direction du nord-est jusqu'à la vallée du fleuve Han. À l'est du Shu, se trouve la confédération tribale connue sous le nom d'état de Ba. Encore plus à l'est, en aval des fleuves Han et Yangtze, se trouve l'État de Chu. Au nord, au-delà des monts Qinling, se trouve l'État de Qin. Enfin, à l'ouest et au sud se trouvent des peuples tribaux militairement faibles.
L'État de Shu est conquis par l'État de Qin en 316 av. J.-C. Des découvertes archéologiques récentes réalisées à Sanxingdui et Jinsha, que l'on pense être des sites de la culture Shu, indiquent la présence d'une civilisation unique dans cette région avant la conquête par Qin.
Même après la conquête et la destruction de cet état, la région du Sichuan continue pendant des siècles d'être appelée « Shu » en référence à cet ancien État, et plusieurs États fondés par la suite dans cette région sont également appelés Shu.

## Histoire du Shu

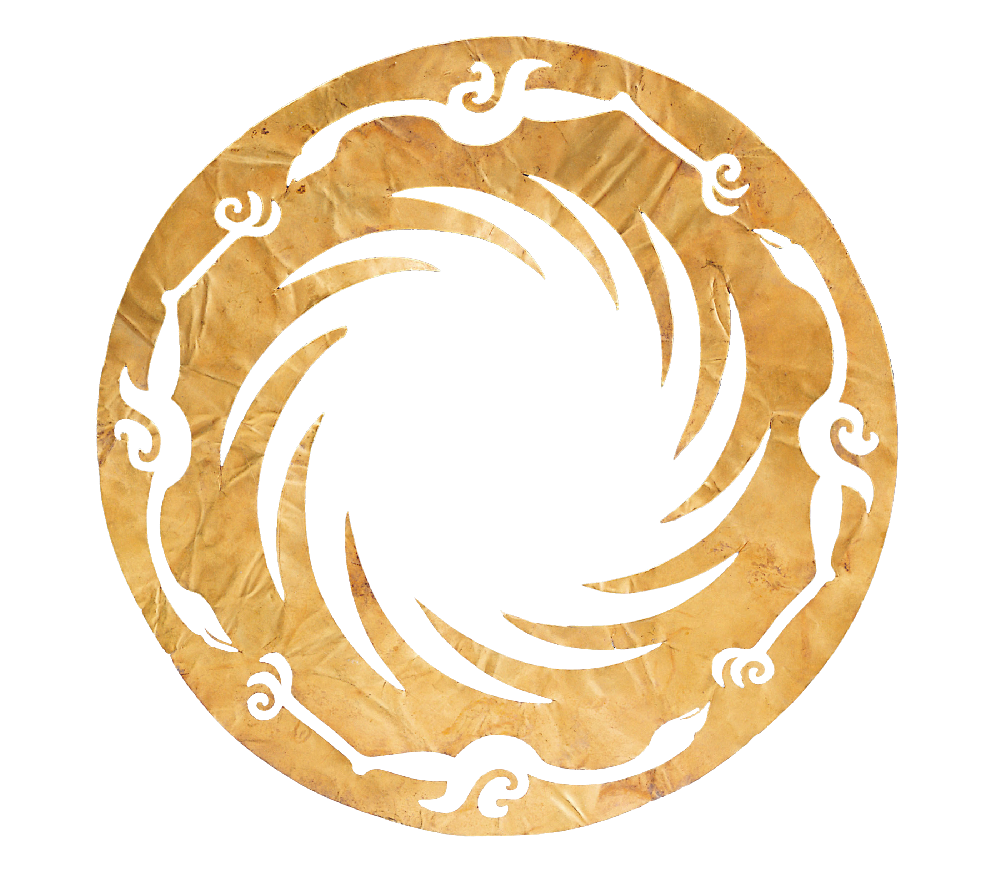
Ornement d'or du soleil et des oiseaux immortels, considéré comme un totem de l'ancien peuple du royaume de Shu.

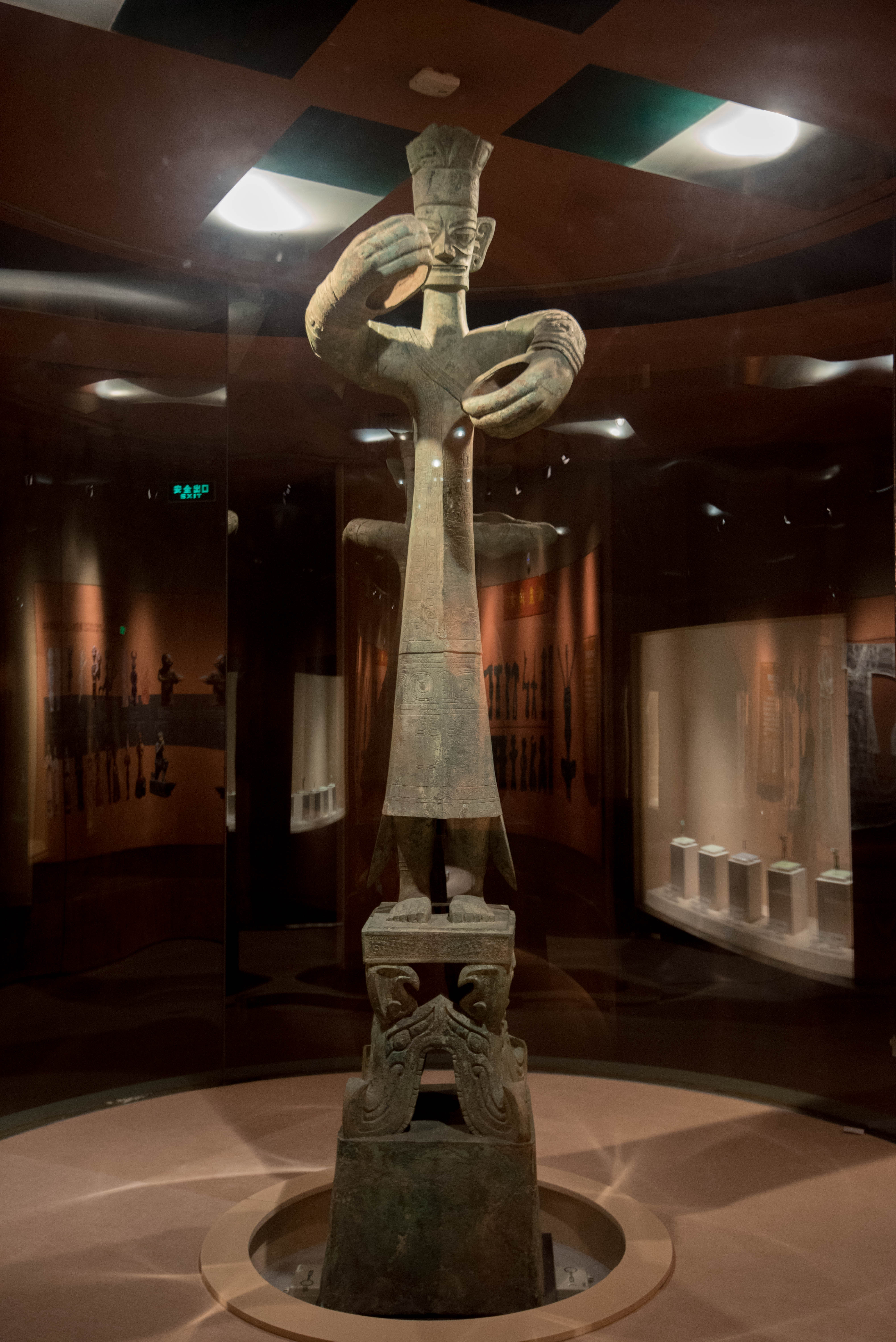
Figure en bronze représentant un grand prêtre - ancien royaume de Shu ou

### Le Shu avant la dynastie Zhou
Avant 316 av. J.-C., le bassin du Sichuan est isolé de ce qui est alors la Chine, soit une zone centrée sur le bassin du fleuve Jaune et situé au nord-est du Sichuan. La découverte du site de Sanxingdui en 1987 est une grande source d'étonnement pour les archéologues, car il révèle l'existence d'une culture semi-chinoise importante qui était inconnue jusque là. Le site de Sanxingdui, situé à 40 km au nord de Chengdu, semble être le centre d'un royaume assez étendu, durant une période située vers 2050-1250 av. J.-C. Les objets trouvés dans les deux fosses sacrificielles du site sont d'un style différent de ceux retrouvé dans des sites archéologiques situés plus au nord. De nombreux archéologues pensent que cette culture est celle du royaume de Shu.
Il y a très peu de mentions du Shu dans les premiers documents historiques chinois avant le IVe siècle av. J.-C. Il existe des références probables à un "Shu" dans les inscriptions faite sur des Os oraculaires datant de la dynastie Shang, ce qui indique l'existence de contacts entre les Shang et ce ou ces "Shu". Mais il est difficile de savoir si les "Shu" mentionnés sur ces os font référence au royaume du Sichuan ou à d'autres entités politiques situées ailleurs. 

### Le Shu et les Zhou
Le Shu est mentionné pour la première fois dans le Shujing comme étant l'un des alliés du roi Wu de Zhou lors de la bataille de Muye ou il vainc et détruit les Shang en 1046 av. J.-C.. Cependant, peu de temps après la victoire du roi Wu, il est mentionné dans le Yizhoushu qu'un de ses subordonnés mene une expédition contre Shu. Après la bataille de Muye, l'influence du nord sur le Shu semble avoir augmenté, puis diminué; tandis que les Shu restent culturellement distincts des états Zhou. En effet, l'archéologie suggère des contacts entre le Shu et les états chinois à la fin de la période Shang et au début de la période Zhou, mais il y a peu de preuves indiquant une influence des Zhou de l'est. L'expulsion des Zhou de la vallée de la rivière Wei en 771 av. J.-C., après leur défaite lors de la bataille du mont Li, a probablement renforcé l'isolement du Shu.

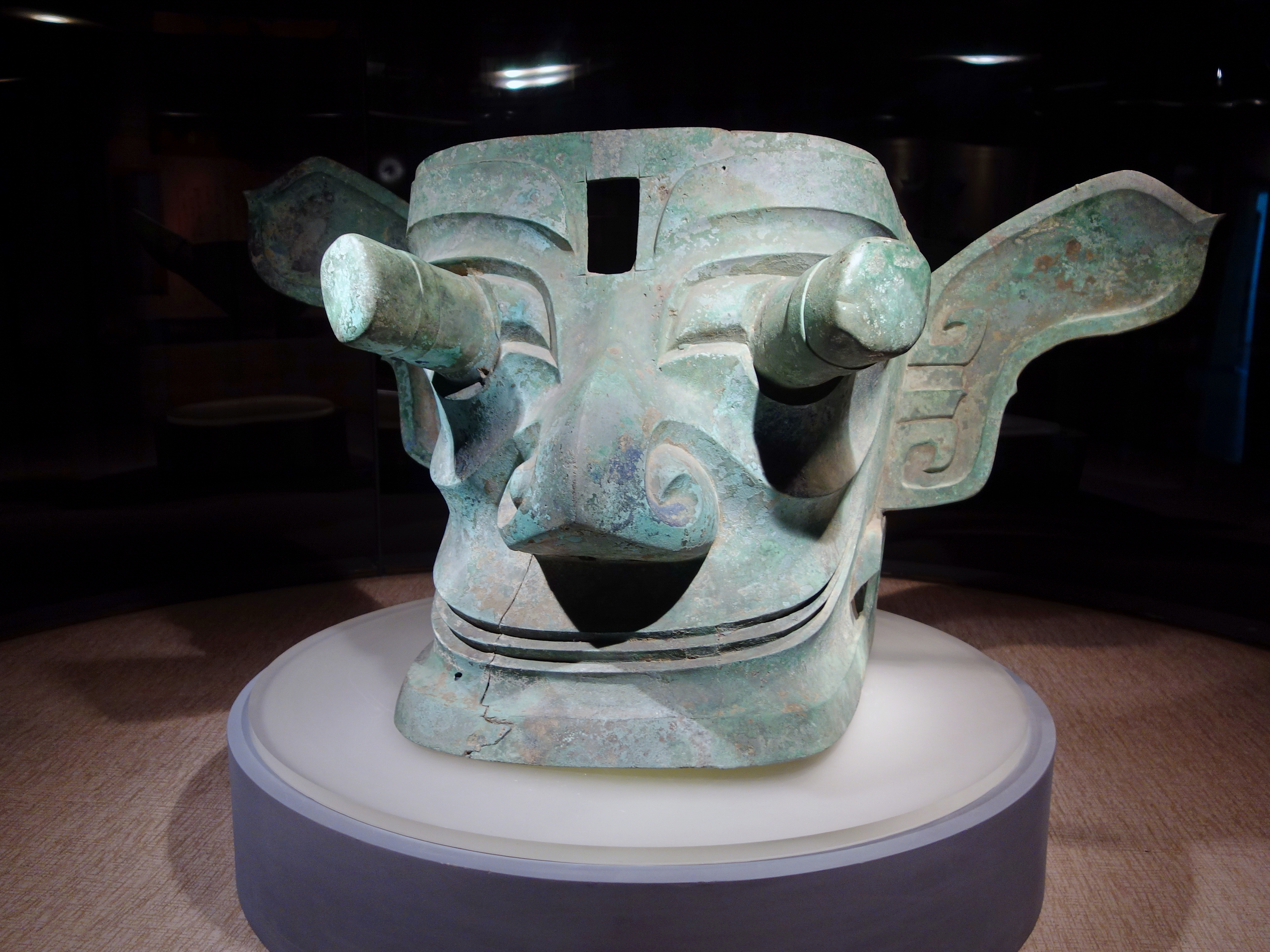
Une grande tête en bronze avec des yeux saillants, qui serait une représentation de Cancong, le semi-légendaire premier roi de Shu.

Les récits écrits chinois concernant le Shu sont en grande partie un mélange de récits mythologiques et de légendes historiques trouvés dans des annales locales, et de notes diverses, dont la compilation Shuwang benji (蜀王本紀) datant de la dynastie Han et les Chroniques de Huayang datant de la dynastie Jin,. On y trouve quelques noms de rois semi-légendaires, tels que Cancong (蠶叢, signifiant "ver à soie", a qui l'on attribue l'introduction de la culture du ver à soie dans le Sichuan), Boguan (柏灌, "cyprès-irrigateur"), Yufu (魚鳧, "cormoran") et Duyu (杜宇, "coucou"). Selon les Chroniques de Huayang, Cancong est le premier des rois légendaires et a des yeux saillants, tandis que Duyu enseigne l'agriculture au peuple et se transforme en coucou après sa mort,. En 666 av. J.-C., un homme originaire de Chu appelé Bieling (鱉靈, signifiant "esprit tortue") fonde la dynastie Kaiming (開明) qui dure douze générations et régne sur le Chu jusqu'à la conquête des Qin. La légende veut que Bieling soit mort au Chu et que son corps ait remonté le fleuve jusqu'au Shu, où il revient à la vie. Pendant son séjour au Shu, il réussit à gérer une inondation et Duyu abdique en sa faveur. Un récit plus tardif indique que les rois Kaiming ont occupé l'extrême sud de Shu avant de remonter la rivière Min et de succéder à Duyu.

#### Culture Ba-Shu
À mesure que l'État de Chu s'étend vers l'ouest en remontant les vallées du Han et du Yangtsé, il repousse les peuples Ba vers l'ouest, en direction du Shu. Dans le Sichuant, pour la période du Ve – IVe siècle av. J.-C., les archéologues parlent d'une culture mixte Ba-Shu, bien que les deux peuples restent distincts et ne fusionnent pas en une seule entité. Il y a également une certaine influence du Chu sur la cour de Shu. En 474 av. J.-C., des émissaires Shu offrent des cadeaux à la cour de Qin, ce qui est le premier contact enregistré entre ces deux états. Plus tard, les troupes du Shu traversent les monts Qinling et s'approchent de la capitale Qin de Yong, et en 387, les troupes Shu et Qin s'affrontent près de Hanzhong sur le cours supérieur du fleuve Han.

### Le Shu sous les dynasties Qin et Han

#### Conquête par Qin en 316av. J.-C.

Le bassin du Sichuan juste avant la conquête par Qin,

Vers 356-338 av. J.-C., Shang Yang renforce l'État de Qin en le centralisant. En 337 av. J.-C., des émissaires du Shu félicitent le roi Huiwen de Qin pour son accession au pouvoir. C'est à peu près à cette époque  que la "route des bovins en pierre" est construite à travers les montagnes pour relier Qin et Shu. Vers 316 av. J.-C., le marquis de Zu, qui détient une partie de ladite route, s'implique dans les affaires internes de l'état de Ba et se dispute avec son frère, le douzième roi de la dynastie Kaiming. Le marquis est vaincu et s'est enfui à Ba, puis à Qin. Lorsque le roi demande  a ses conseillers un avis sur la marche a suivre, Zhang Yi propose que Qin ignore ces barbares et poursuive son expansion vers l'est dans la plaine centrale. A contrario, Sima Cuo propose que Qin utilise sa puissante armée pour annexer le Shu, développer ses ressources et utiliser cette force supplémentaire pour une future attaque vers l'est. La proposition de Sima Cuo est acceptée et les deux conseillers sont envoyés vers le sud en tant que généraux. Les deux armées se rencontrent près de Jaimeng, sur les rives de la rivière Jialing, en territoire Ba. Le roi de Shu perd plusieurs batailles et se replie vers le sud jusqu'à Wuyang, où il est capturé et tué. L'état de Qin se retourne alors contre ses alliés et annexe Ba après Shu.

#### Sous les dynasties Qin et Han
En 314 av. J.-C., le fils de feu le dernier roi du Shu est nommé marquis Yaotong de Shu pour gouverner l'ancien royaume, conjointement avec un gouverneur Qin. En 311 av. J.-C., un fonctionnaire nommé Chen Zhuang se révolte et tue Yaotong. Sima Cuo et Zhang Yi envahissent à nouveau le Sichuan et tuent Chen Zhuang. Un autre membre du clan Kaiming, appelé Hui, est nommé marquis a la place de Yaotong. En 301 av. J.-C., Hui est impliqué dans une intrigue et choisit de ce suicider plutôt que d'affronter l'armée de Sima Cuo. Son fils, Wan, qui est le dernier marquis du Kaiming, règne de 300 à 285 av. J.-C., date à laquelle il est exécuté. 
Certains disent que An Dương Vương, le fondateur de l'état vietnamien de Âu Lạc, est un membre du clan Kaiming qui aurait conduit son peuple vers le sud, loin des Chinois. Mais il n'existe aucune preuve venant étayer ce qui ressemble plus a un mythe fondateur qu'autre chose.
La conquête du Shu permet a Qin de plus de doubler son territoire et lui offre a une zone à l'abri des autres États, à l'exception du Chu. Par contre, les terres nouvellement conquises doivent être mises en valeur avant que ses impôts puissent être convertis en puissance militaire. Le Shu devient une "jun" ou commanderie et aussi un terrain d'essai pour ce type d'administration. La ville de Chengdu est entourée de puissantes murailles. Les terres agricoles sont redistribuées et divisées en parcelles rectangulaires. Des dizaines de milliers de colons sont amenés au Sichuan depuis le nord. Beaucoup d'entre eux sont des condamnés ou des personnes déplacées par les guerres qui font rage plus au nord. Ils sont conduits vers le sud en colonnes supervisées par des fonctionnaires Qin. C'est à cette période que le grand système d'irrigation de Dujiangyan est créé, afin de détourner le fleuve Min vers l'est, dans la plaine de Chengdu. Les changements imposé par Qin à Ba sont moins important, apparemment pour éviter de s'aliéner un peuple belliqueux à la frontière de Chu.
Pendant que Qin procède à la conquête du Shu, le Chu est toujours bloqué à l'est par les suites de l'annexion de l'état de Yue.  En 278 av. J.-C., le général Bai Qi de Qin lance une expédition militaire qui s’achève par la conquête de Ying, la capitale du Chu. En 277 av. J.-C., la région des Trois Gorges est prise. Cela a pour effet de créer une nouvelle frontière de l'état de Qin située à l'est du Sichuan. Après la chute de Ying, le gouvernement du Chu se déplace vers l'est et finit par s'installer à Shouchun en 241 av. J.-C., bien loin du Shu. 
Le Sichuan reste calme pendant les guerres qui précédent et suivent la dynastie Qin, ce qui indique que la politique d'assimilation des Qin est couronnée de succès. Les vestiges archéologiques du Shu datant de cette période sont très similaires à ceux de la Chine du Nord, tandis que la région de Ba conserve des spécificités. Lorsque Liu Bang lance la campagne militaire qui va aboutir à la fondation de la dynastie Han, le Sichuan est sa principale base d'approvisionnement. En 135 av. J.-C., pendant le règne de l'empereur Han Wudi, le général Tang Meng tente une approche indirecte pour attaquer le royaume de Nanyue. Pour cela, il s'enfonce dans la région située au sud du fleuve Yangtze et, un peu plus tard, Sima Xiangru pénètre dans la région des collines située à l'ouest du Sichuan. Ces campagnes en territoire tribal s’avèrent être très coûteuses, pour des résultats médiocres et, en 126 av. J.-C., elles sont toutes deux annulées afin de réaffecter les ressources a la guerre contre les Xiongnu dans le nord. La même année, Zhang Qian revient de son long voyage dans l'ouest et signale dans son rapport qu'il serait possible d'atteindre l'Inde par voie terrestre depuis le Sichuan. Une expédition est envoyée pour tenter d'accomplir ce voyage, mais elle est bloquée par les tribus des collines. En 112 av. J.-C., Tang Meng reprend ses expéditions expansionnistes vers le sud. Ses méthodes violentes provoquent un quasi-soulèvement au Sichuan et Sima Xiangru en envoyé le remplacé pour appliquer une politique plus modérée. À cette époque, l'expansion chinoise dans les régions agricoles de la plaine centrale atteint une limite géographique. L'expansion dans les régions montagneuses du sud et de l'ouest est beaucoup plus lente.

## Le Shu en astronomie
Le Shu est représenté par l'étoile Alpha Serpentis dans la partie occidentale du mur d'enceinte du grand astérisme Tianshi, ainsi que par Lambda Serpentis dans les œuvres de R.H.Allen.